# American Life (bài hát)
"American Life" (tạm dịch: Lối sống Hoa Kỳ) là một bài hát của ca sĩ người Mỹ Madonna nằm trong album phòng thu thứ 9 cùng tên của cô (2003). Nó được phát hành làm đĩa đơn đầu tiên trích từ album vào ngày 8 tháng 4 năm 2003 bởi Maverick Records. Bài hát do Madonna và Mirwais Ahmadzaï sáng tác và sản xuất, với nội dung mang cái nhìn chính trị và tôn giáo. Cô đặt nên nhiều câu hỏi về chính sách bảo thủ cũng như truyền đạt những tư tưởng nông cạn cho người dân về giấc mơ Mỹ dưới thời Tổng thống George W. Bush. Đến cuối bài hát, Madonna hát một đoạn rap liệt kê những cái tên đang làm việc với mình.
"American Life" nhận được những phản ứng gay gắt từ các nhà phê bình âm nhạc, trong đó Billboard chỉ trích đoạn rap của Madonna, và Blender gọi nó là ca khúc tệ thứ 9 mọi thời đại. Mặc cho những đánh giá chủ yếu là tiêu cực từ giới chuyên môn, "American Life" đạt vị trí quán quân ở Canada, Đan Mạch, Ý, Nhật Bản và Thụy Sĩ, và lọt vào top 10 tại 12 quốc gia khác. Tuy nhiên, nó chỉ có thể vươn đến vị trí thứ 37 trên Billboard Hot 100 của Mỹ, và trụ lại bảng xếp hạng này trong 8 tuần.
"American Life" có hai video ca nhạc khác nhau được phát hành, đều do Jonas Åkerlund làm đạo diễn. Video đầu tiên mang bối cảnh một buổi diễn thời trang với chủ đề quân đội, đã gây nên nhiều tranh cãi vì tính chất chính trị, chủng tộc, bạo lực và quan điểm tôn giáo của nó, dẫn đến việc Madonna phải lên tiếng giải thích nội dung ý tưởng của nó. Sau khi cuộc tấn công xâm lược Iraq bắt đầu, Madonna phải hủy bỏ việc phát hành video gốc, vì tình hình chính trị căng thẳng lúc bấy giờ, và phát hành một phiên bản khác, trong đó cô hát dưới phông nền đang chạy quốc kỳ của các quốc gia khắp thế giới. Bài hát đã được thể hiện trong buổi diễn tiếp thị nhỏ American Life Promo Tour (2003) cũng như chuyến lưu diễn Re-Invention World Tour (2004).

## Danh sách bài hát
| - Đĩa đơn Maxi tại Mỹ 1. "American Life" (Missy Elliott's American Dream Mix) – 4:49 2. "American Life" (Oakenfold Downtempo Remix) – 5:32 3. "American Life" (Felix Da Housecat's Devin Dazzle Club Mix) – 6:10 4. "American Life" (Peter Rauhofer's American Anthem) (Part 1) – 10:41 5. "American Life" (Peter Rauhofer's American Anthem) (Part 2) – 9:06 6. "Die Another Day" (Richard Humpty Vission Electrofield Mix) – 6:01 - Đĩa 12" 2 đĩa tại Vương quốc Anh 1. "American Life" (Missy Elliott's American Dream Remix) – 4:49 2. "American Life" (Oakenfold Downtempo Remix) – 5:32 3. "American Life" (Peter Rauhofer's American Anthem) (Phần 1) – 10:41 4. "American Life" (Felix Da Housecat's Devin Dazzle Club Mix) – 6:10 5. "Die Another Day" (Calderone & Quayle Afterlife Mix) – 8:52 6. "American Life" (Peter Rauhofer's American Anthem) (Phần 2) – 9:06 | - Đĩa CD tại Mỹ 1. "American Life" (chỉnh sửa với đoạn Rap) – 4:27 2. "Die Another Day" (Calderone & Quayle Afterlife Mix) – 8:52 - Đĩa đơn Maxi tại Vương quốc Anh #1 1. "American Life" (Radio chỉnh sửa) – 4:27 2. "American Life" (Missy Elliott American Dream Remix) – 4:49 3. "American Life" (Peter Rauhofer's American Anthem) (Phần 1) – 10:41 - Đĩa đơn Maxi tại Vương quốc Anh #2 1. "American Life" (Radio chỉnh sửa) – 4:27 2. "American Life" (Oakenfold Downtempo Remix) – 5:32 3. "American Life" (Felix Da Housecat's Devin Dazzle Club Mix) – 6:10 - Đĩa 7" tại Mỹ 1. "American Life" (Radio chỉnh sửa) – 4:27 2. "American Life" (Richard Humpty Vission Radio chỉnh sửa) – 3:36 |

## Xếp hạng và chứng nhận
| Bảng xếp hạng (2003)             | Vị trí cao nhất |
| -------------------------------- | --------------- |
| Australian Singles Chart         | 7               |
| Austrian Singles Chart           | 7               |
| Belgium Singles Chart (Flanders) | 10              |
| Belgium Singles Chart (Wallonia) | 12              |
| Canadian Singles Chart           | 1               |
| Danish Singles Chart             | 1               |
| Finnish Singles Chart            | 3               |
| French Singles Chart             | 10              |
| German Singles Chart             | 10              |
| Hungarian Singles Chart          | 17              |
| Irish Singles Chart              | 7               |
| Italian Singles Chart            | 1               |
| Dutch Singles Chart              | 4               |
| New Zealand Singles Chart        | 33              |
| Norwegian Singles Chart          | 9               |
| Scotland (OCC)                   | 3               |
| Spanish Singles Chart            | 2               |
| Swedish Singles Chart            | 2               |
| Swiss Singles Chart              | 1               |
| UK Singles Chart                 | 2               |
| US Billboard Hot 100             | 37              |
| US Billboard Pop Songs           | 27              |
| US Billboard Hot Dance Club Play | 1               |

| Bảng xếp hạng (2003)             | Vị trí |
| -------------------------------- | ------ |
| Belgium Singles Chart (Flanders) | 95     |
| French Singles Chart             | 88     |
| Italian Singles Chart            | 34     |
| Swedish Singles Chart            | 46     |
| Swiss Singles Chart              | 60     |
| UK Singles Chart                 | 100    |

| quốc gia | Chứng nhận |
| -------- | ---------- |
| Úc       | Vàng       |
| Pháp     | Bạc        |